# 双带似天竺鱼
双带似天竺魚（学名：Apogon taeniatus），又稱双带天竺鲷，为輻鰭魚綱鈎頭魚目天竺鲷科天竺鲷属的鱼类。分布于红海、印度、印度尼西亚、菲律宾、朝鲜、日本以及南海及东海南部等，深度5至20公尺，本魚體延長，長橢圓形，體稍側扁，頭大、眼大、口大且斜裂，頜齒細小，鋤骨和腭骨通常具齒，舌上無齒，前鰓蓋骨邊緣呈鋸齒狀，鰓蓋骨後緣棘不發達，體被弱櫛鱗，體色褐色或銀灰色，體側有數條從頭部延伸至尾部的縱紋及3條比較黑的垂直條紋, 還有一個鑲黃邊的黑色眼狀斑，背鰭硬棘8枚、背鰭軟條8-9枚、臀鰭硬棘2枚、臀鰭軟條6-8枚，體長可達17公分，棲息在沿岸紅樹林、礁石區，屬肉食性，以小型無脊椎動物為食，夜行性，繁殖期時，雄魚具有口孵習性，卵約7日化成仔魚，由雄魚吐出，具短暫的仔魚飄浮期，生活習性不明。。该物种的模式产地在红海。